# Renault R.S.16
Renault R.S.16 — гоночный болид «Формулы-1», созданный командой Renault Sport F1 Team для участия в сезоне 2016 года. Эта машина ознаменовала возвращение Renault в эту серию как конструктора после пятилетнего перерыва. Автомобиль был создан на базе команды в Энстоуне, графство Оксфордшир, и оснащён двигателем, произведённым в Вири-Шатийон во Франции. Этим болидом управляли бывший пилот команды McLaren Кевин Магнуссен, а также чемпион серии GP2 сезона-2014 Джолион Палмер. Председатель Группы Renault Карлос Гон заявил, что они не рассчитывают на победы в 2016 году, однако надеются достичь их в будущем. Renault R.S.16 была основана на предыдущем болиде команды из Энстоуна Lotus E23 Hybrid.

## Результаты выступлений в гонках
| Легенда к таблице |                                                                    |
| --- | ------------------------------------------------------------------ |
| В таблице перечислены результаты всех Гран-при Формулы-1, в которых использовался автомобиль. Строками таблицы являются сезоны, столбцами — этапы чемпионата мира. В каждой клетке указаны сокращённое название этапа и результат, дополнительно обозначенный цветом. Расшифровка обозначений и цветов представлена в нижеследующей таблице. |                                                                    |
| \| Пример \| Описание \| \| ------------ \| ------------------------------------------------------------------ \| \| 1 \| Победитель \| \| 2 \| Второе место \| \| 3 \| Третье место \| \| 5 \| Финишировал, заработав очки \| \| Сход \| Не финишировал, но при этом заработал очки \| \| 12 \| Финишировал, не получив очков \| \| НКЛ \| Финишировал, но не попал в финальную классификацию \| \| 15 \| Участвовал вне зачёта, либо по отдельной классификации \| \| 18 \| Не финишировал, но попал в финальную классификацию \| \| Сход \| Не финишировал \| \| НКВ \| Не прошёл квалификацию \| \| НПКВ \| Не прошёл предквалификацию \| \| ДСК \| Дисквалифицирован \| \| ИСК \| Исключён из протокола соревнований \| \| ТТ \| Заявлен для участия только в тренировках \| \| НС \| Участвовал в квалификации, но не стартовал в гонке \| \| Т \| Травмирован или болен \| \| ОТК \| Отказ от участия \| \| НТР \| Прибыл на соревнования, но на трассу не выезжал \| \| НПР \| Был заявлен в числе участников, но не прибыл к началу соревнований \| \| О \| Соревнования отменены \| \| \| Не участвовал \| \| Поул-позиция \| \| \| Быстрый круг \| \| |                                                                    |
| Пример | Описание                                                           |
| 1 | Победитель                                                         |
| 2 | Второе место                                                       |
| 3 | Третье место                                                       |
| 5 | Финишировал, заработав очки                                        |
| Сход | Не финишировал, но при этом заработал очки                         |
| 12 | Финишировал, не получив очков                                      |
| НКЛ | Финишировал, но не попал в финальную классификацию                 |
| 15 | Участвовал вне зачёта, либо по отдельной классификации             |
| 18 | Не финишировал, но попал в финальную классификацию                 |
| Сход | Не финишировал                                                     |
| НКВ | Не прошёл квалификацию                                             |
| НПКВ | Не прошёл предквалификацию                                         |
| ДСК | Дисквалифицирован                                                  |
| ИСК | Исключён из протокола соревнований                                 |
| ТТ | Заявлен для участия только в тренировках                           |
| НС | Участвовал в квалификации, но не стартовал в гонке                 |
| Т | Травмирован или болен                                              |
| ОТК | Отказ от участия                                                   |
| НТР | Прибыл на соревнования, но на трассу не выезжал                    |
| НПР | Был заявлен в числе участников, но не прибыл к началу соревнований |
| О | Соревнования отменены                                              |
| | Не участвовал                                                      |
| Поул-позиция |                                                                    |
| Быстрый круг |                                                                    |

| Сезон | Команда               | Двигатель            | Ш | Пилоты          | 1   | 2   | 3   | 4   | 5   | 6    | 7    | 8   | 9   | 10   | 11  | 12  | 13   | 14   | 15  | 16   | 17  | 18  | 19  | 20   | 21   | Место | Очки |
| ----- | --------------------- | -------------------- | - | --------------- | --- | --- | --- | --- | --- | ---- | ---- | --- | --- | ---- | --- | --- | ---- | ---- | --- | ---- | --- | --- | --- | ---- | ---- | ----- | ---- |
| 2016  | Renault Sport F1 Team | Renault RE16 1,6 V6t | P |                 | АВС | БАХ | КИТ | РОС | ИСП | МОН  | КАН  | ЕВР | АВТ | ВЕЛ  | ВЕН | ГЕР | БЕЛ  | ИТА  | СИН | МАЛ  | ЯПО | США | МЕК | БРА  | АБУ  | 9     | 8    |
| 2016  | Renault Sport F1 Team | Renault RE16 1,6 V6t | P | Кевин Магнуссен | 12  | 11  | 17  | 7   | 15  | Сход | 16   | 14  | 14  | 17†  | 15  | 16  | Сход | 17   | 10  | Сход | 14  | 12  | 17  | 14   | Сход | 9     | 8    |
| 2016  | Renault Sport F1 Team | Renault RE16 1,6 V6t | P | Джолион Палмер  | 11  | НС  | 22  | 13  | 13  | Сход | Сход | 15  | 12  | Сход | 12  | 19  | 15   | Сход | 15  | 10   | 12  | 13  | 14  | Сход | 17   | 9     | 8    |

† – Пилот не финишировал в гонке, но был классифицирован как завершивший более 90% её дистанции.